# هیولا (فیلم ۱۹۰۳)
هیولا (فرانسوی: Le Monstre‎) یک فیلم صامت کوتاه فرانسوی محصول ۱۹۰۳ به کارگردانی ژرژ ملی‌یس و در ژانر فانتزی و ترسناک است.